# أندي إليسون
أندي إليسون (بالإنجليزية: Andy Ellison)‏ هو مغني بريطاني، ولد في 5 يوليو 1945 في فنشلي ‏ في المملكة المتحدة.

## وصلات خارجية
- الموقع الرسمي
- أندي إليسون على موقع ميوزك برينز (الإنجليزية)
- أندي إليسون على موقع ديسكوغز (الإنجليزية)